# Extreme Rage
Extreme Rage (A Man Apart) ist ein US-amerikanischer Actionfilm von F. Gary Gray aus dem Jahr 2003.

## Handlung
Die DEA-Agenten Sean Vetter und Demetrius Hicks sind an der US-amerikanisch-mexikanischen Grenze tätig. Nachdem der Drogenbaron Memo Lucero verhaftet wird, übernimmt ein anderer Mann, vermeintlich bekannt als Diablo, dessen Geschäfte. Die DEA-Agenten ermitteln gegen diesen. 
Bei einem von Diablo veranlassten Überfall auf Sean Vetters Haus wird dessen Ehefrau Stacy getötet. Daraufhin rächt sich Sean im Alleingang an den Drogenhändlern. Der lebenslänglich inhaftierte Memo Lucero unterstützt Vetters Suche nach Diablo, da Luceros Frau inzwischen ebenfalls von Diablo getötet wurde.
Vetter bringt einen der Köpfe des neuen Drogenkartells um, der ihm aber vor seinem Tod eröffnet, dass er den falschen erwischt habe - er sei nicht Diablo.
Am Ende wird Diablo gefunden. Es stellt sich heraus, dass Memo Lucero und Diablo ein und dieselbe Person sind. Der Drogenboss sitzt in einem Restaurant an offener Straße und warnt Vetter davor, ihn umzubringen. Dieser erwidert, dass er ihn nicht umbringen will, lässt ihn jedoch kurz darauf von den in der Umgebung versteckten Polizisten verhaften.
In der letzten Szene wird Sean Vetter noch einmal gezeigt, wie er am Grab seiner verstorbenen Frau trauert.

## Kritiken
Roger Ebert schrieb in der Chicago Sun-Times vom 4. April 2003, das Drehbuch versuche, zu viele Elemente der Handlung zu verbinden. Der Kritiker spottete, der Film sei zwar gedreht und veröffentlicht, aber nicht beendet worden.
Das Lexikon des internationalen Films schrieb, der Film sei „extrem hart“ und „ganz auf seinen bulligen Hauptdarsteller Vin Diesel zugeschnitten“. Er zeige weder die psychologischen Hintergründe noch verbinde er „die losen Stränge der Handlung zu einem dichten Gefüge“.

## Hintergrund
Der Film wurde in Kalifornien (darunter in Los Angeles), in New Mexico und in Tijuana (Mexiko) gedreht. Seine Produktionskosten betrugen schätzungsweise 36 Millionen US-Dollar. Das weltweite Einspielergebnis des Films beläuft sich auf ca. 44,35 Millionen US-Dollar. In den USA spielte der Film ca. 26,4 Millionen US-Dollar ein.